# Xã Louisville, Quận Clay, Illinois
Xã Louisville (tiếng Anh: Louisville Township) là một xã thuộc quận Clay, tiểu bang Illinois, Hoa Kỳ. Năm 2010, dân số của xã này là 1.662 người.